# Christian Lacroix
Pour les articles homonymes, voir Christian Lacroix (homonymie) et Lacroix.
Christian Lacroix, né le 16 mai 1951 à Arles, est un grand couturier français. Il est également costumier, designer, et illustrateur.
Après une licence en histoire de l'art à la faculté de Montpellier, il poursuit ses études à Paris à l'École du Louvre afin de devenir conservateur de musée.
Il débute par un premier bref emploi chez Hermès qu'il trouve grâce à Jean-Jacques Picart, agent de conseil français en marketing dans les domaines du luxe, avec qui il s'associera plus tard. Par la suite, il devient directeur artistique dans la maison Jean Patou durant six ans. Alors que la mode est en plein bouleversement dans les années 1980, avec l'apparition de nombreux jeunes créateurs qui la révolutionnent, Christian Lacroix ouvre la maison de couture qui porte son nom en 1987, aidé de Bernard Arnault. Il présente alors sa première collection de haute couture. Dès le début, le « couturier de la couleur » impose son style, fruit de mélanges d'inspirations diverses et de traditions ancestrales ; les broderies, ornements et parures sont ses meilleurs atouts. Le succès est immédiat. Dans les années suivantes, chaque défilé, qu'il soit en prêt-à-porter ou en haute couture, est différent, mais le plus souvent inspiré par le Sud et l'histoire de la mode. À partir de 1992, le style devient plus épuré pour radicalement changer en l'an 2000, devenant plus sombre. Au milieu des années 1990, Christian Lacroix se diversifie : linge de maison, arts de la table… Cette diversification sera plus nette encore une décennie plus tard. En parallèle, Christian Lacroix est nommé directeur artistique de Pucci.
Mais début 2005, les ventes ne sont plus au rendez-vous ; Bernard Arnault décide de céder la maison au groupe américain Falic. Ce sera alors la fin de la très stricte appellation de « haute couture ». Les créations de Christian Lacroix bénéficient de nombreuses rétrospectives dans les musées. De son côté, Christian Lacroix s'oriente notamment vers la décoration d'hôtels ou de moyens de transports. Le couturier quitte finalement sa maison en 2009 et poursuit son entreprise de design, XCLX. Sacha Walckhoff son « bras droit » de 1992 à 2009, est aujourd’hui le directeur de la création au sein de la Maison Christian Lacroix.

## Biographie

### Enfance

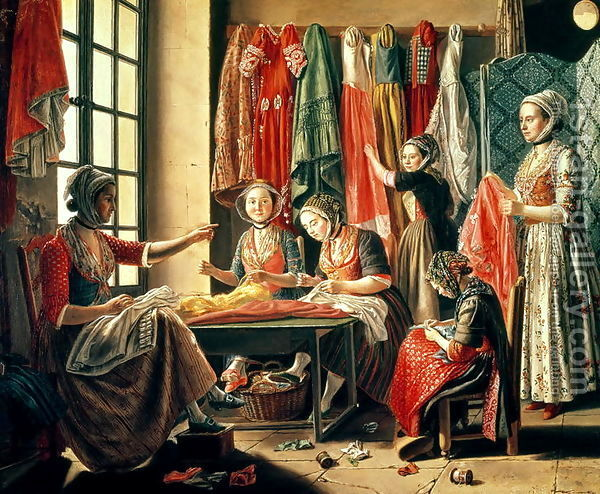
Atelier de couture à Arles, Antoine Raspal, vers 1785. Musée Réattu, Arles.

Le 16 mai 1951 naît Christian Lacroix dans le quartier Trinquetaille d'Arles, en Provence, dans une famille de la petite bourgeoisie qui possède un goût très vif pour l'élégance vestimentaire et la mode. Son père, protestant cévenol, est ingénieur dans une société familiale de constructions mécaniques et consacre ses loisirs à la tauromachie et au dessin, pour lequel, comme son fils, il a une passion. Sa mère est issue d'une modeste famille d'épiciers.
Enfant, Christian Lacroix rêve de voyages : Barcelone, Venise, Londres, etc. Il découvre dans le grenier de ses grands-parents maternels des volumes reliés de La Mode illustrée du XIXe siècle et au Musée d'Arles, la scène de L'Atelier de couturières peint par Antoine Raspal vers 1785.
En 1969, passionné d'art, il entreprend des études d'histoire de l'art à la faculté des lettres de Montpellier. Il participe à des groupes informels d'esthètes originaux et découvre le couturier Jean Bouquin de Saint-Tropez.
En 1971, il poursuit ses études à la Sorbonne à Paris puis à l'École du Louvre pour devenir conservateur de musée. Il rencontre Jean-Jacques Picart, attaché de presse pour de nombreuses maisons de luxe, dont Hermès, Guy Paulin ou Jean Patou, qui lui ouvrent leurs portes. Il rencontre également Françoise, sa future femme, qui le soutient lorsqu'il décide de se lancer dans la mode.

#### Françoise
Françoise est née d'une mère comédienne de théâtre devenue monitrice soudure autogènes. Son adolescence se passe chez des religieuses en Bretagne. Elle arrive à Paris une fois son bac obtenu et après plusieurs petits boulots, rencontre Jean-Jacques Picart et devient assistante de l'attaché de presse. Elle est alors responsable des créateurs de mode et croise Popy Moreni, Guy Paulin, Thierry Mugler, Claude Montana ou Alaïa. Elle rencontre « par le plus grand des hasards » Christian Lacroix. Le mariage a lieu dans le Périgord noir.

### Carrière
Christian Lacroix devient assistant chez Guy Paulin et en 1981, il entre dans la maison Jean Patou.
La Provence, les Cévennes (Tarabias), l'Espagne, Venise, Londres, les traditions gitanes, les corridas, la Camargue, les couleurs chaudes, les costumes et traditions du XVIIIe siècle, du XIXe siècle et du XXe siècle, les contes de fée l'inspirent. Ses créations sont des mélanges insensés de styles qui plaisent. Il reçoit aux États-Unis l'Award[Lequel ?] du créateur étranger le plus influent.

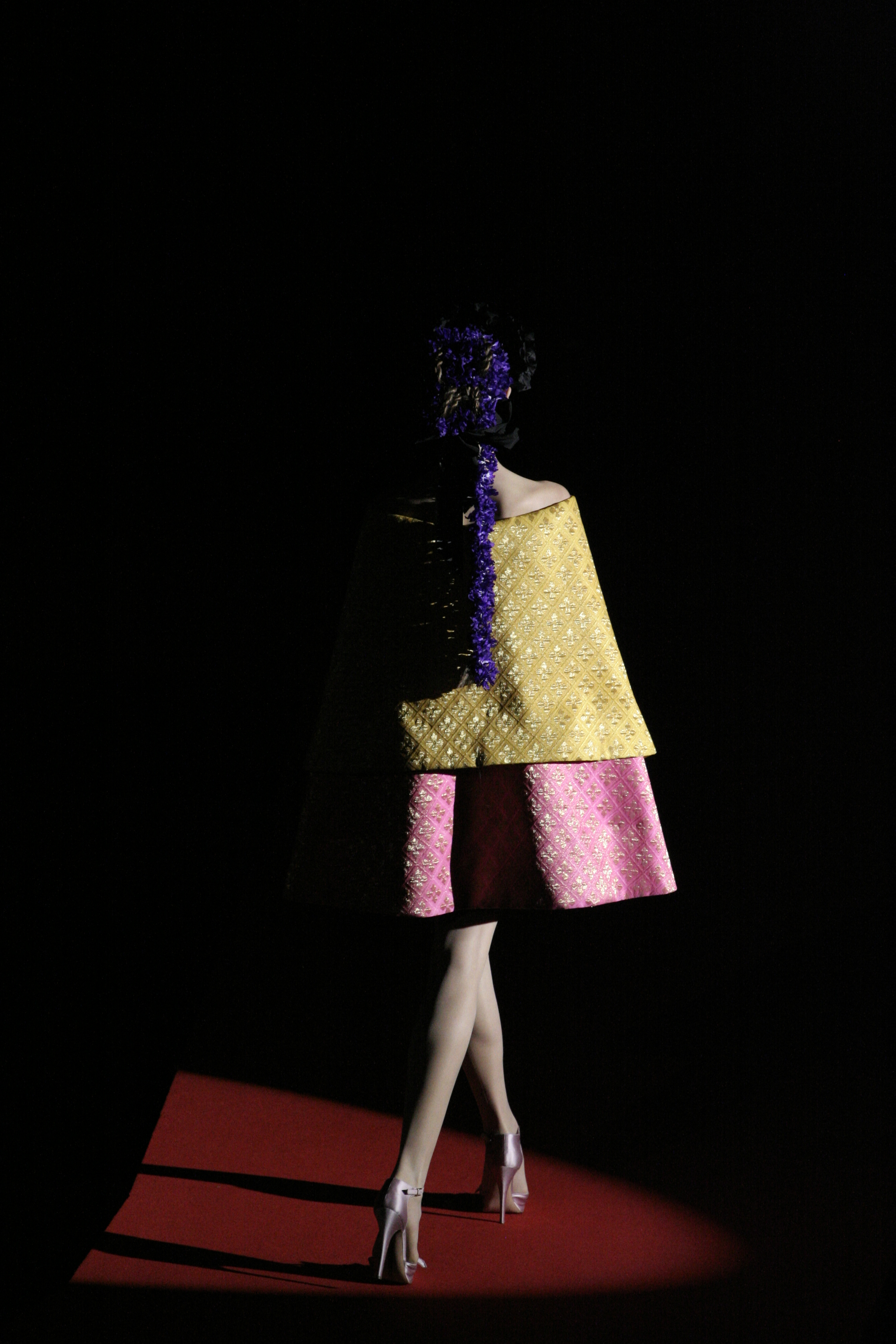
Christian Lacroix, 20 ans de haute couture, rétrospective à Arles en 2008.

En 1987, il ouvre alors sa propre maison de couture Christian Lacroix avec l'appui de la Financière Agache, dirigé par Bernard Arnault, et réalise son premier défilé de haute couture sur le thème de la Camargue et d'Arles. Il est également nommé directeur artistique de la maison de couture Florentine Emilio Pucci.
Christian Lacroix dessine aussi des costumes de scène d'opéra et de théâtre pour la création de Tarnished Angel à l'Opéra de Paris, Chantecler, Les Noces de Figaro, Carmen, Phèdre, Cassandre, Othello, Don Juan, Les Enfants du paradis, Cyrano de Bergerac, Bérénice, Cendrillon, Actéon (2001) et David et Jonathas (2022), etc.

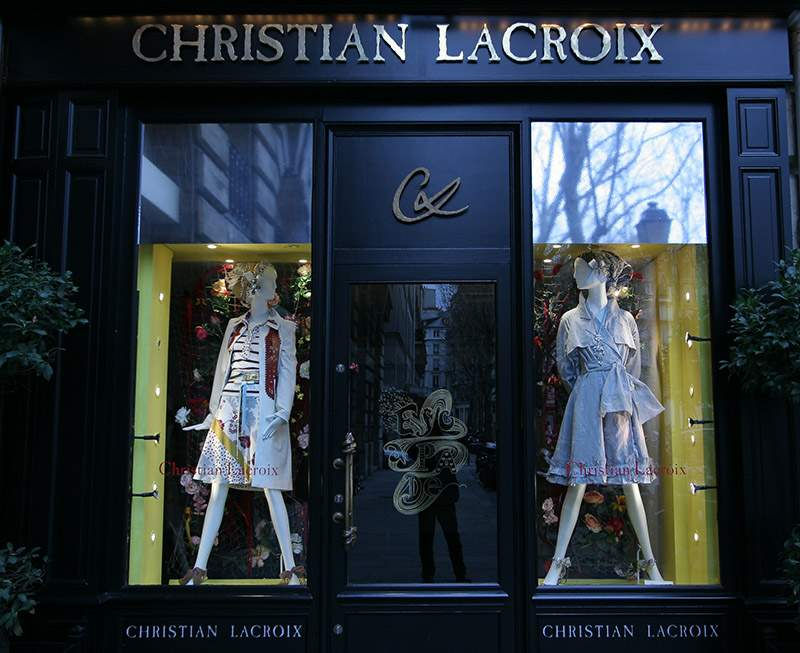
Boutique Christian Lacroix à Paris.

Dès 1988, il lance une collection de prêt-à-porter de luxe inspirée par le métissage des cultures, puis quatre ans après, il fait de Marie Seznec la directrice de la haute couture de la maison Christian Lacroix.
En 1995, il crée une ligne de linge de maison, draps et éponges à laquelle il ajoute en 1998 une ligne de porcelaine, d'orfèvrerie et de cristal, d'assiettes, de tasses à déjeuner, de verre, d'objets de décors, etc.
En 2000, il organise la signalétique de l'exposition La Beauté en Avignon et confirmant son intérêt pour le design, il crée l'habillage des voitures du TGV Méditerranée. Cette même année il dessine la robe de mariée de l'actrice galloise Catherine Zeta-Jones. En 2000 également, Christian Lacroix choisit les tresses du sculpteur Georges-Pascal Ricordeau comme décors de son défilé haute couture. L'année suivante, il dessine le timbre de Saint-Valentin émis par La Poste.
Ses activités de création se diversifient, en 2004, il lance une première collection pour homme, crée des uniformes d'Air France et des illustrations du Petit Larousse. En 2005, il décore l'hôtel parisien du Petit Moulin, propose un nouveau design des voitures du TGV et réaménage le cinéma Gaumont Parnasse à Paris, puis en 2007 le cinéma Gaumont de Nantes.
En janvier 2005, à la suite d'un désaccord sur la stratégie de développement de la maison Christian Lacroix entre Christian Lacroix et Bernard Arnault, et à des résultats chroniques jugés insuffisants par ce dernier, Bernard Arnault décide de vendre la maison de couture au groupe Falic Fashion Group pour un montant non communiqué. Le PDG de la maison de couture Geoffroy de la Bourdonnaye affirme que rien ne va changer dans l'activité de la maison Christian Lacroix.
La société Falic Fashion Group, fondée par Jerome, Leon et Simon Falic, est une société basée à Hollywood, en Floride, filiale de Duty Free America, le numéro deux de la distribution en boutique hors taxes aux États-Unis et leader en Amérique du Sud, basée à Hollywood, et propriété elle aussi des frères Falic.
Elle possède également les marques Perry Ellis Fragrance, Daddy Yankee Fragrance.
Hard Candy Fragrance et Urban Decay, acquis en 2002 auprès de LVMH, ont été cédées en 2009.
En 2006, Christian Lacroix est président du conseil d'administration du Centre national du costume de scène, inauguré le 1er juillet 2006, à Moulins dans l'Allier
Du 8 novembre 2007 au 20 avril 2008, le musée des Arts décoratifs de Paris met en place l’exposition « Christian Lacroix : Histoires de Mode ».
Depuis mai 2008, il organise également une exposition au musée Réattu d'Arles, réunissant ses créations associées aux œuvres de Jacques Réattu, ainsi que celles d'artistes qu'il affectionne. Cette exposition est prolongée jusqu'à la fin de l'année. Christian Lacroix parle de son enfance à Arles et de son regard sur 20 ans de création aux rencontres d'Arles.
La rétrospective « Christian Lacroix, costumier » aura lieu au National Museum de Singapour de mars à juin 2009. Cette exposition présente des costumes de scène et des croquis créés par le grand couturier pour le théâtre, l’opéra, le spectacle et la danse.
En mai 2009, la maison de couture, en proie depuis plusieurs années à de graves difficultés financières et à la suite de la crise financière de 2008, se déclare en cessation de paiement. Le tribunal de commerce de Paris a décidé d'appliquer le plan de redressement des propriétaires de la maison (le groupe Falic). Cette décision aura pour conséquence directe la suppression d'une centaine de postes et la fin de la haute couture,.
En janvier 2010, après le départ volontaire du couturier, les frères Falic nomment Sacha Walckhoff directeur de la création. Outre les collections de prêt-à-porter masculin, présentées lors des fashion weeks parisiennes, des lignes d'accessoires pour homme et femme, il est désormais responsable des collections de tissus d'ameublement et de papiers peints éditées par Designers Guild[source insuffisante] (depuis janvier 2011) ainsi que des lignes de papeteries et d'accessoires pour la maison distribués dans près de 2 000 points de vente dans le monde à ce jour.
En mai 2012, un nouveau point de vente réunissant tous les produits Lacroix a ouvert ses portes sur la rive gauche à Paris.
Quant à lui, depuis 2010, Christian Lacroix se recentre sur les activités de sa société nommée XCLX. Société à travers laquelle il gère ses activités « hors mode », comme le design de trains, de tramways, d'hôtels ou encore de costumes de théâtre. Mais le créateur indique dans un article d'un grand quotidien français son désir de « ne pas vouloir disparaître de la scène de la mode ». Christian Lacroix a également illustré neuf romans pour Livre de poche (dont La Princesse de Clèves, Emma et Alice au pays des merveilles).
En avril 2013, Christian Lacroix réalise une collection hommage à Elsa Schiaparelli composée de quinze pièces inspirées des créations iconiques de la couturière italienne et collabore la même année avec Petit Bateau
En septembre 2019, le créateur anversois Dries Van Noten l'invite a collaborer sur sa collection printemps-été 2020.

## Réalisations
Après l'Hôtel du Petit Moulin au Printemps 2005, Christian Lacroix signe en 2007 la décoration de l'Hôtel Bellechasse, en plein cœur de Saint-Germain-des-Prés, et membre du groupe Small Luxury Hôtels of the World. Il signe aussi, en 2010, l'Hôtel Le Notre Dame à deux pas de la cathédrale Notre Dame de Paris ou l'hôtel Jules César à Arles. En 2014, Christian Lacroix a également entièrement relooké l'hôtel du Continent à Paris, tout près de la place de la Concorde.
Christian Lacroix a aussi conçu le design des TGV Atlantique et TGV Réseau à l'occasion de leurs passages en rénovation. La première rame rénovée fut dévoilée en 2005 en gare de Paris Montparnasse.
Christian Lacroix a dessiné le design de la livrée des rames Citadis des lignes 3 et 4 du tramway de Montpellier, avec des thèmes évoquant la mer pour une ligne, et le soleil pour l'autre. Ces rames roulent depuis le 7 avril 2012 sur les nouvelles lignes 3 et 4.
En 2017, il réalise l'affiche pour les fêtes de la Madeleine de Mont de Marsan.
En 2022, il crée les costumes pour la représentation de l’opéra David et Jonathas de Marc-Antoine Charpentier donné à La Chapelle Royale du Château de Versailles les 10, 11 et 12 novembre.

## Décorations
- Commandeur de l'ordre des Arts et des Lettres (1998)[18]